# جایزه کولیر

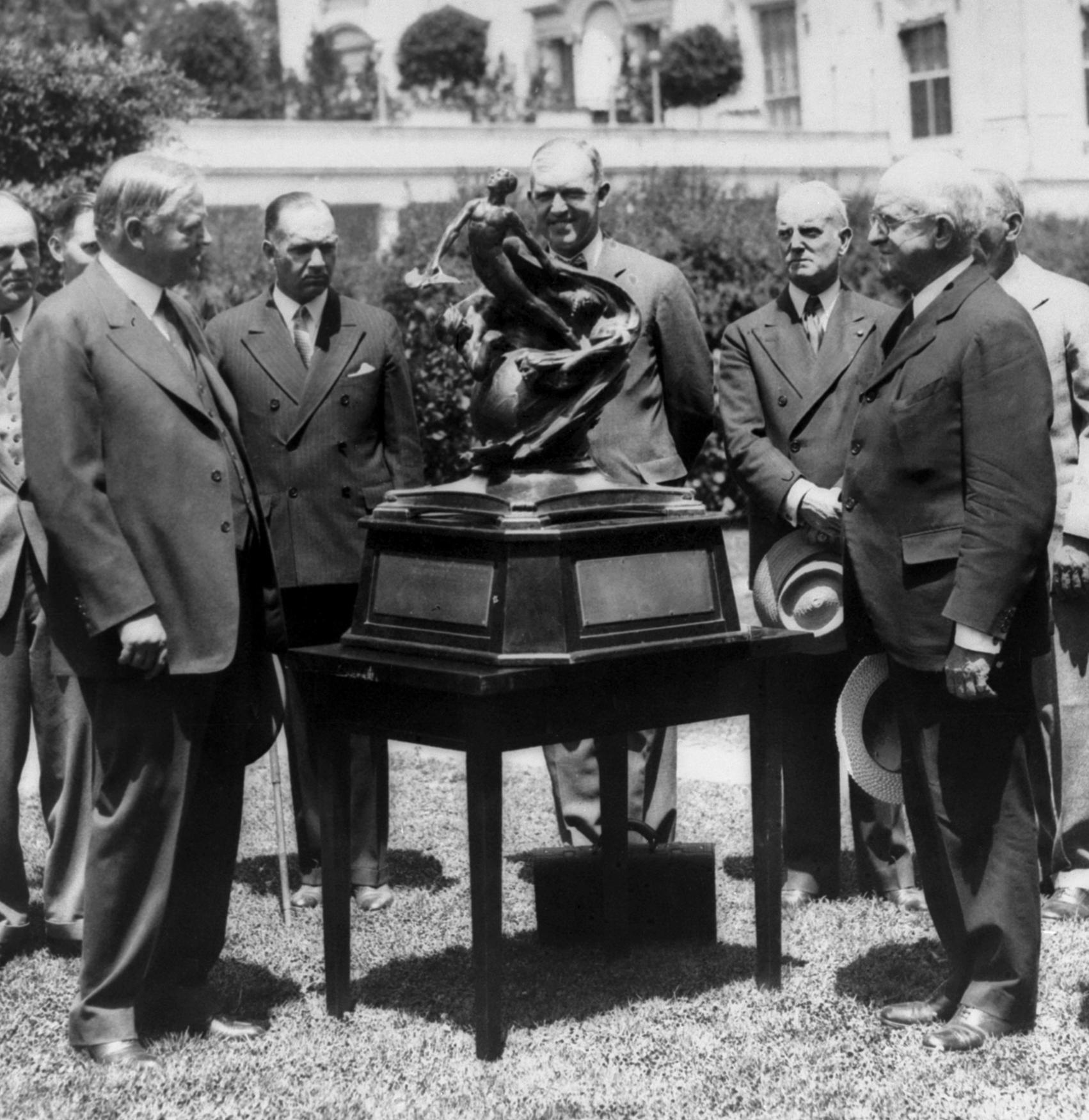
هربرت هوور در حال نمایش جایزه کولیر به رئیس کمیته رایزنی ملی هوانوردی آمریکا، جوزف ایمز، در سال ۱۹۲۹ میلادی

جایزه کولیر (انگلیسی: Collier Trophy)، یک جایزه سالانه هوانوردی است که توسط اتحادیه ملی هوانوردی ایالات متحده اهدا می‌گردد و کسانی که «بزرگترین دستاورد در مکانیک پرواز یا کیهان‌نوردی در آمریکا را با توجه به عملکرد، بازده و امنیت وسیله هوایی یا فضایی داشته‌اند.» این جایزه را دریافت می‌کنند. این عوامل با توجه به «استفاده واقعی [از وسیله] در طی سال ساخته‌شدن آن» تعیین می‌گردد.
این جایزه برای مدت کوتاهی در سال ۱۹۷۸ دزدیده شده بود، اما دوباره پیدا و بازگردانده شد.